# 阿部秀司 (漫画家)
阿部 秀司（あべ しゅうじ、1970年8月8日 - ）は、日本の漫画家。千葉県出身。男性。

## 作品リスト

### 連載
- エリートヤンキー三郎（『週刊ヤングマガジン』2000年12号[2] - 2005年24号[3]、講談社、全26巻）
  - エリートヤンキー三郎 第2部:風雲野望編（『週刊ヤングマガジン』2005年25号[4] - 2010年18号[5]、講談社、全25巻）
- おとこ女おんな男（『モーニング』2003年24号[6] - 2004年23号[7]、講談社、全2巻）
- 番長連合（『週刊少年チャンピオン』2003年23号[8] - 2006年27号、秋田書店、全16巻）
- 発明軍人 イッシン（『週刊少年チャンピオン』2006年33号[9] - 2007年10号、秋田書店、全3巻）
- PARTY -パーティー-（原作担当、作画：内田早紀、『イブニング』2006年3号[10] - 21号[11]、講談社、全2巻）
- 堂本ルール（『ヤングチャンピオン』2008年No.19[12] - 2010年No.16、秋田書店、全5巻）
- SUPERSTAR（『週刊ヤングマガジン』2012年40号[13] - 2013年18号[14]、講談社、全3巻）
- ロズウェル（『コミック アース・スター』2014年9月号[15] - 2015年、アース・スター エンターテイメント、全1巻）
- ドルフィンと愉快な仲間たち（作画担当、原作：岩橋健一郎、『チャンピオンクロス』2016年6月[16] - 2018年[要出典]、秋田書店、全3巻）
- 40歳からラジコンできるかな？〜断言しようラジコンはとてつもなく面白い！〜（『マンガクロス』2018年10月30日 - 2022年6月6日[要出典]、秋田書店、既刊2巻）
  - 40歳からラジコンできるかな？〜断言しようラジコンはとてつもなく面白い！〜TITC編（『マンガクロス』2023年6月21日[要出典] - 、秋田書店）
- DEMONS STAR（原作担当、漫画：ミクニシン、『週刊ヤングマガジン』2021年49号[17] - 2022年29号[18]、講談社、全4巻）
- エリート（漫画担当、原作：吉永啓之輔、監修：岩橋健一郎、『チャンピオンクロス』2024年5月21日[19] - 、秋田書店、既刊2巻）

### 読切
- ヒロシ（『赤マルジャンプ』1997年 Spring号、集英社）

## 師匠
- コージィ城倉[20]